# Prepona omphale
Prepona omphale es una especie de lepidóptero ditrisio de la familia Nymphalidae. Las alas pueden llegar a sobrepasar los 8 cm. Habita en gran parte de Colombia, Costa Rica, Panamá y Perú.

## Curiosidades
Costa Rica sacó en agosto de 1979 una colección de 6 sellos postales dedicados a las mariposas del país, en esta colección aparece la Prepona omphale.

## Enlace
- Prepona omphale